# Керрі Госкінс
Керрі Енн Госкінс, у шлюбі Госкінс-Рівіс (англ. Kerri Ann Hoskins Reavis; нар. 20 лютого 1970 року, Кеймбридж, Міннесота, США) — американська модель, акторка, художниця та фотографка.

## Життєпис
Керрі Госкінс народилася 20 лютого 1970 року в місті Кеймбрідж, штат Міннесота, США. У багатодітній сім'ї вона була однією з вісьмох дітей і «єдиною, хто не був геймером». У Керрі один брат і шість сестер. Вітчим, який мав посттравматичний стресовий розлад, був ветераном В'єтнамської війни, і сім'я часто переїжджала. У 16-річному віці Керрі влаштувалася розносницею в закусочну картинг-центру, і незабаром отримала посаду помічниці менеджера.
Госкінс була моделлю Playboy, коли їй запропонували участь у розробці відеоігор. Найбільш відома роллю Соні Блейд у різних втіленнях персонажки, починаючи з появи в Mortal Kombat 3, після чого Госкінс гастролювала по США та Європі, зображуючи Соню в Mortal Kombat: Live Tour ". Вона також з'являлася в ряді інших відеоігор від Midway Games, включаючи Revolution X і NBA Jam , як секретна персонажка, присутній в NBA Showtime: NBA on NBC.
Протягом двох років Госкінс навчалася корейському бойовому мистецтву тансудо. Джон Тобіас зазначав, що «вона дійсно хороша» і може «врізати як хлопець». Надалі працювала персональною тренеркою з фітнесу, брала участь у благодійних марафонах і закликала до ведення здорового способу життя «замість усіляких ліків та розпоряджень лікаря». 
Згідно з повторно опублікованою статтею 2001 року, вона взяла прізвище чоловіка Скотта Бренсона, з яким одружилася в 1994 році, проживає в Норт-Орорі, штат Іллінойс, де виховує двох синів-близнюків з важкою формою дитячого церебрального паралічу. У неї четверо дітей: Лія, Сем, Люк та Закарі. Керрі Госкінс пішла з модельного бізнесу в 1997 році, щоб присвятити себе сім'ї та турботі про дітей.  
Керрі Госкінс-Бренсон, дотримуючись демократичних поглядів, балотувалася до керуючої ради округу Кейн у 2012 році. 

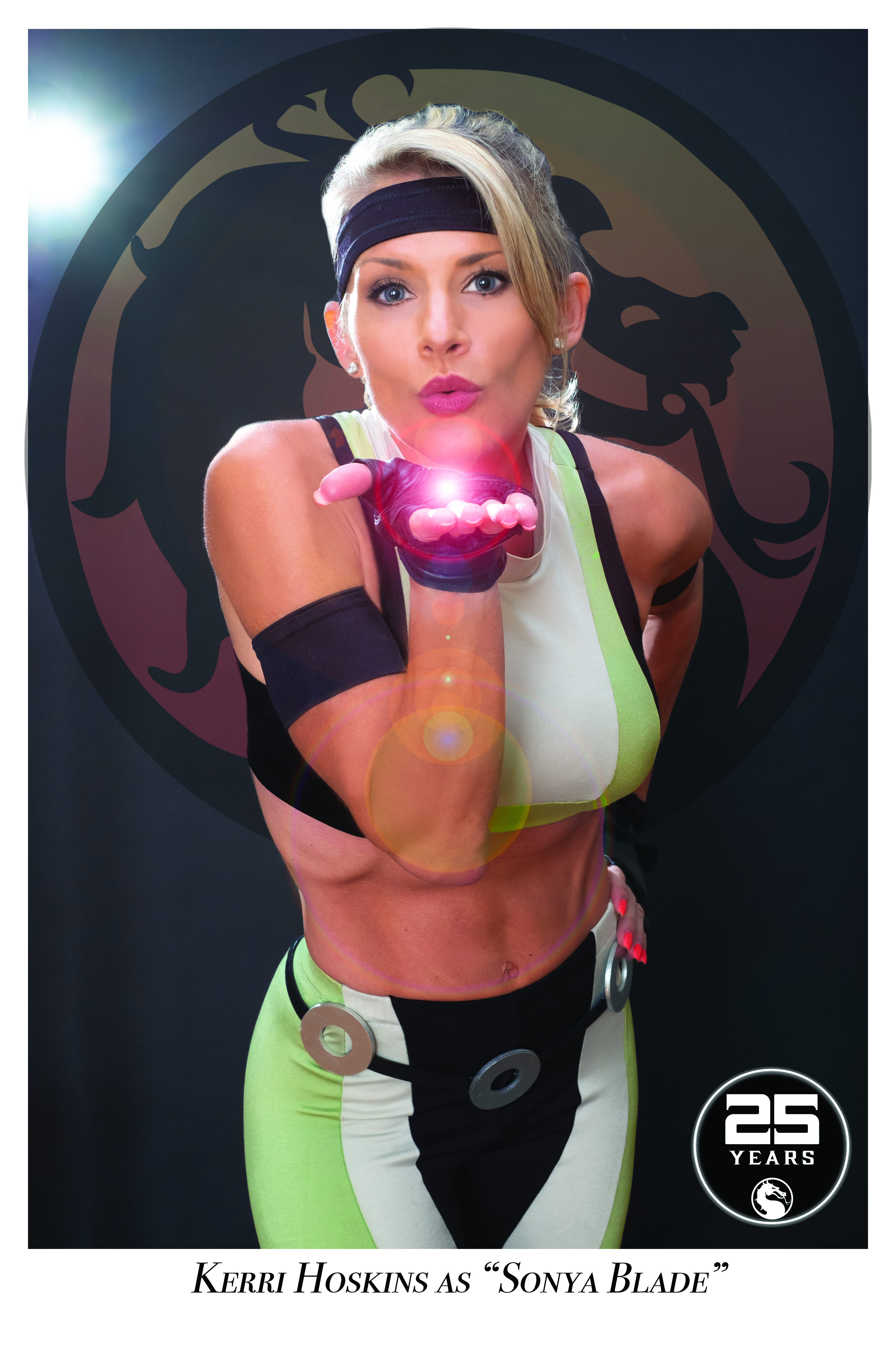
Керрі Госкінс в образі персонажу Соні Блейд

Її дід був професійним художником, мати теж малювала, сама Госкінс почала малювати в 2012 році. В інтерв'ю, яке Госкінс дала через два роки, вона сказала, що «трохи вчилася живопису в старшій школі, хоча не брала кисть до рук понад 20 років».
В 2017 році одружилася з Шоном Рейвісом в році і зараз живе в Батавії. Розводить диких морських мешканців у резервуарі об'ємом 155 галонів.

## Відеоігри
- NBA Jam[en] (1993) — чирлідерка
- Revolution X[en] (1994) — головнокомандуюча пані Хельга / танцюристка в клітці
- Mortal Kombat 3 (1995) — Соня Блейд
- Ultimate Mortal Kombat 3 (1995) — Соня Блейд
- Mortal Kombat Trilogy (1996) — Соня Блейд
- War Gods (1996) — Валла
- Mortal Kombat Mythologies: Sub-Zero (1997) — Кіа
- Mortal Kombat 4 (1997) — Соня Блейд (озвучування)
- Mortal Kombat Gold (1999) — Соня Блейд (озвучування)
- NBA Showtime: NBA on NBC[en] (1999) — сама себе
- Mortal Kombat: Special Forces (2000) — вказана в титрах у списку акторів захоплення руху
- NBA Jam 2004[en] (2003)
- Killer Instinct — Мая (2013)
- Galactic Tank Force — Імператриця Анноя (2023)[12]

## Появи вPlayboy
- Playboy's Nudes December 1992 року.
- Playboy's Book of Lingerie № 29 січень / лютий 1993 (на обкладинці з Джоді Госкінс).
- Playboy's Girls of Summer '93 червень 1993 (С. 11, 50, 98).
- Playboy's Blondes, Brunettes & Redheads серпень 1993 року.
- Playboy's Book of Lingerie № 34 листопад 1993 року.
- Playboy's Book of Lingerie № 35 січень 1994 року.
- Playboy's Bathing Beauties березень 1994 року (С. 34).
- Playboy's Book of Lingerie № 36 березень 1994.
- Playboy's Book of Lingerie № 39 вересень 1994 (С. 32-33, 50-51).
- Playboy's Nudes листопад 1994 року.
- Playboy's Hot Denim Daze травень 1995 року (С. 60).
- Playboy's Book of Lingerie № 75 вересень 2000 року.